# Médecine Kampo
 (janvier 2025).
Si vous disposez d'ouvrages ou d'articles de référence ou si vous connaissez des sites web de qualité traitant du thème abordé ici, merci de compléter l'article en donnant les références utiles à sa vérifiabilité et en les liant à la section « Notes et références ».
Pour les articles homonymes, voir Kanpo (homonymie).
La médecine Kampo (漢方医学, Kanpō igaku), aussi écrit kanpō, littéralement : médecine (selon la) méthode Han (peuple majoritaire en Chine), aussi appelée plus simplement le kanpō, est une science japonaise dérivée de la médecine traditionnelle chinoise. Les principes fondamentaux de la médecine chinoise sont se sont diffusés au Japon entre le VIIe et le IXe siècle. Depuis, les Japonais se sont approprié cette science pour créer leur propre médecine à base de plantes. Le kanpō a de nombreux points communs avec la médecine traditionnelle chinoise, dont l’acupuncture, la moxibustion, et l’usage des plantes sur laquelle elle repose principalement.

## Différences entre la médecine traditionnelle chinoise et la médecine occidentale
Les herbes médicinales sont régulées de manière analogue aux préparations pharmaceutiques au Japon. Leurs ingrédients sont strictement mesurés et quantifiés contrairement à la France par exemple où les préparations à base d’herbes sont plutôt considérés comme des alicaments et non des médicaments et ne bénéficient donc pas du même statut. De plus, le kanpō n’incorpore aucune partie ni de corps humain ni d’un quelconque animal, cela permet donc d’éviter toute pratique cruelle vis-à-vis des animaux contrairement à certaines méthodes de la médecine traditionnelle chinoise. À la fois les industries et le gouvernement conduisent d’importantes études sur les procédés d’élaboration de ces préparations et surveillent également avec attention les effets après la mise sur le marché afin de garantir des produits assurément sans risque. Il est intéressant de savoir que l’accès pour chaque citoyen à cette médecine fait partie d’un plan national établi par le ministère de la santé japonaise. En occident cependant, le kanpō reste une pratique relativement discrète avec très peu de pratiquants.
Le kanpō, comme la plupart des médecines traditionnelles de la Chine, de Vietnam et de la Corée, a des racines qui remontent à la dynastie des Han (200 av. J.-C. - 220 apr. J.-C.) de la Chine Ancienne. Le terme en lui-même est une composition de deux caractères : 漢 (kan) qui est un modificateur adjectival pour des choses chinoises de l'ethnie Han et 方 (hō/-pō) qui signifie « méthode » (utilisé dans le chinois 方法) ou « ordonnance ». Ainsi, le kanpō pourrait se traduire par « à la façon chinoise ». Ce terme est apparu au cours de la fin de la période Edo afin de se démarquer clairement de l’influence de la médecine occidentale qui était appelée Ranpō (médecine néerlandaise) par ses adhérents. Bien que le kanpō se soit beaucoup développé à l’intérieur du pays et dans la culture japonaise au cours des 1400 dernières années, ce n’est que récemment que cette science s’est révélée au reste du monde grâce au partage de ses pratiquants.

## Médicaments kanpō approuvés
Aujourd’hui au Japon, le kanpō fait partie intégrante du système de santé japonais. En 1967, le ministère de la Santé, du Travail et du Bien-être a approuvé 4 médicaments kanpō, permettant ainsi leur remboursement via leur système de sécurité sociale. En 1976, ce sont 82 autres médicaments qui sont approuvés par ce même ministère. Actuellement, on compte un total de 148 médicaments qui sont approuvés pour un remboursement. Plutôt que de modifier les formules comme dans la médecine chinoise traditionnelle, la tradition japonaise kanpō utilise des combinaisons fixées d’herbes dans des proportions normalisées en accord avec la littérature de médecine chinoise. Les médicaments kanpō sont produits par divers fabricants. Cependant chaque médicament est composé exactement des mêmes ingrédients en accord avec le ministère de normalisation japonais. Ils sont fabriqués dans des conditions très strictes analogues à celles que subissent les entreprises pharmaceutiques classiques.
En octobre 2000, une étude nationale révèle que 72 % des médecins agréés prescrivent des médicaments kanpō. Il est également intéressant de savoir que les nouveaux médicaments kanpō sont évalués en utilisant des méthodes modernes pour vérifier et quantifier leur action. La réglementation comme les consignes de sécurité sont bien plus fortes et restrictives pour les médicaments kanpō que pour ceux issus de la médecine chinoise traditionnelle à cause notamment d’un renforcement des lois de standardisation. Des questions peuvent néanmoins être soulevées pour les médicaments kanpō produits et vendus en dehors du Japon où ce contrôle n’est pas forcément appliqué.

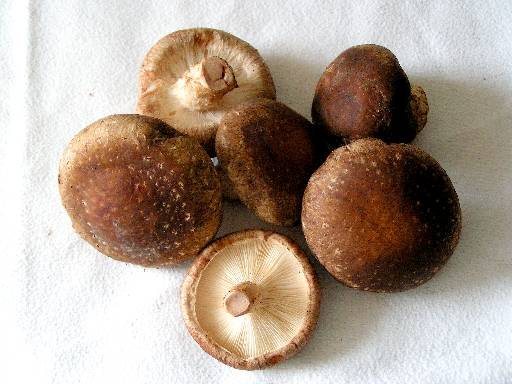
Shiitake.

## Herbes les plus utilisées
La 14e édition du Japanese Pharmacopoeia (JP) (日本薬局方 Nihon yakkyokuhō)  fait la liste de 165 herbes qui servent d’ingrédient dans la médecine kanpō. La plupart des produits kanpō sont testés systématiquement aux métaux lourds et aux agents microbiologiques afin d’éviter toute possible contamination. on les teste aussi pour déterminer les niveaux des principaux constituants chimiques qui sont des marqueurs pour la qualité de chaque formule. Cela est réalisé en accord avec les normes pharmaceutiques du ministère dès le mélange des herbes jusqu’au produit final. Des champignons médicinaux comme le reishi et le shiitake sont des produits naturels utilisés depuis longtemps déjà dans le kanpō. Au Japon, le champignon Agaricus subrufescens est également très populaire, il est notamment utilisé par près de 500 000 personnes. Il est énormément utilisé par les patients souffrant de cancer. On peut aussi noter que le champignon shiitake dispose d’une particularité très utile contre le cancer : un composé à hexose active corrélée.

## En dehors du Japon
Aux États-Unis, le kanpō est pratiqué par des acupuncteurs, des médecins traditionnels chinois et par d’autres professionnels de médecines alternatives. Une seule marque est présente sur le marché : Honso, et ses produits sont distribués par Honso USA, inc situé à Phoenix en Arizona. On peut aussi trouver dans des supermarchés japonais où une grande variété de produits kanpō sont disponibles à l’achat. En 2002, Honso USA a dévoilé ses formules d’herbes kanpō aux professionnels de santé aux États-Unis. Ces produits ont été prescrits par les médecins japonais pendant des dizaines d’années. Les formules d’herbes kanpō font l’objet d’études cliniques comme celle menée sur Honso Sho-saiko-to (H09) pour le traitement de l’hépatite C au New York Memorial Sloan-Kettering Cancer Center et la cirrhose causée par l’hépatite C au UCSD Liver Center. Ces études sont soutenues par les filières américaine et japonaise de Honso.